# Daniel Steegmann Mangrané
Daniel Steegmann Mangrané   (Barcelona, 1977) és un artista barceloní que viu a Rio de Janeiro. Ha utilitzat diverses tècniques i materials, i està interessat en la natura i la crisi climàtica com a camp d'investigació i treball. La seva obra ha estat presentada en diverses biennals com Lió, Berlín, Nova York, París, Porto Alegre i São Paulo, i està present en col·leccions internacionals com la Fundació La Caixa, el Museu Serralves i Museu d'Art Contemporani de Barcelona.

## Exposicions individuals
- Museu d'Art Moderna, Rio de Janeiro (2015)
- Museu d'Art Modern de Medellín (2016)[3]
- Fundació Serralves, Porto (2017)
- Fundació Antoni Tàpies, Barcelona (2018)
- Center for Curatorial Studies, Bard College, Estat de Nova York (2018) (comissariat per Lauren Cornell)[4]
- Nottingham Contemporary (2019)
- Institut d'art contemporain, Villeurbanne/Rhône-Alpes (2019)
- Hangar Bicocca, Milà (2019)
- Kunsthalle Münster (2020)
- Museu d'Art Contemporani de Barcelona (2023)[2]